# Douglas Russell
Douglas Albert Russell  (ur. 20 lutego 1946 w Nowym Jorku) – amerykański pływak. Dwukrotny złoty medalista olimpijski z Meksyku.
Specjalizował się w stylu motylkowym. W Meksyku zdobył złoto na 100 metrów motylkiem – konkurencja była rozgrywana po raz pierwszy na igrzyskach, a Russell wyprzedził m.in. rekordzistę świata, legendarnego Marka Spitza – i w sztafecie.

## Starty olimpijskie
Meksyk 1968
- 100 m motylkiem, 4 × 100 m stylem zmiennym – złoto